# سام ويلر
سام ويلر (21 نوفمبر 1994 في المملكة المتحدة - ) (بالإنجليزية: Sam Weller)‏ هو لاعب كريكت بريطاني. لعب مع Kent County Cricket Club ‏ ونادي الكريكت في جامعة أكسفورد ‏.

## وصلات خارجية
- سام ويلر على موقع إي آس بي آن كريك إنفو (الإنجليزية)